# Alejandro Romay
Alejandro Romay (născut Alejandro Argentino Saúl; n. 20 ianuarie 1927, San Miguel de Tucumán, Provincia Tucumán, Argentina – d. 25 iunie 2015, Buenos Aires, Argentina) a fost un om de afaceri și mogul mass-media argentinian. El a lucrat timp de mai mulți ani la Canal 9 (cunoscut sub conducerea lui cu numele de Canal 9 Libertad) și a devenit cunoscut ca „Țarul televiziunii”.

## Biografie

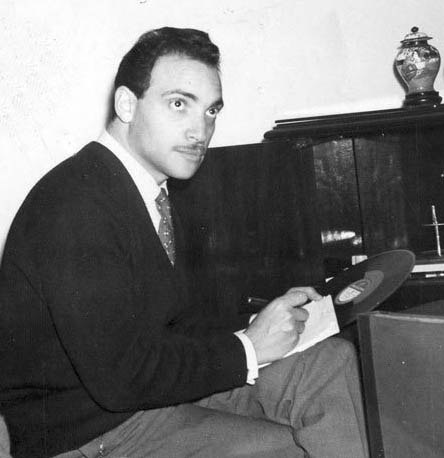
Romay în anii 1960.

Romay și-a început cariera în anul 1940 ca gazdă a unei emisiuni de la LV 7 Radio Tucumán din provincia Tucumán. El a cumpărat LV 12 Radio Aconquija în 1945 și doi ani mai târziu s-a mutat la Buenos Aires. A continuat să lucreze ca gazdă de emisiuni radiofonice, dar a început să lucreze și ca producător de radio, TV și teatru. El a devenit principalul acționar al Canal 9 în 1963 și director al postului de televiziune. A pierdut postul TV atunci când acesta a fost naționalizat în 1974 și s-a mutat în Puerto Rico, unde a cumpărat două posturi de radio.
Romay a revenit la Buenos Aires în 1983, când Raul Alfonsin a preluat puterea, și a dobândit înapoi Canal 9. El a creat Telearte S.A. pentru a produce emisiunile de televiziune, iar Canal 9 a devenit televiziunea cu cel mai mare rating din Argentina pentru restul anilor 1980. Imperiul media al lui Romay s-a extins în anii 1990: a dobândit Radio Belgrano, care fusese deținut de stat, precum și o companie de televiziune prin cablu din Buenos Aires (BAC). În plus, el a cumpărat un post de televiziune la Miami, WJAN, care a fost condus mai târziu de fiul său, Omar Romay. El a deținut, de asemenea, un teatru la Buenos Aires și un altul la Madrid.
În 1997 Romay s-a pensionat și a început să-și vândă activele mass-media. Posturile de radio au fost cumpărate de Grupo CIE din Mexic, în timp ce Canal 9 Libertad a fost vândut către Prime Television din Australia, iar compania de cablu Multicanal al Grupo Clarín a absorbit BAC. El a fost distins cu Premiul onorific Martín Fierro în 2003.
La momentul morții sale, în iunie 2015, lucra la scrierea autobiografiei.